# 25 av. J.-C.
Cette page concerne l'année 25 av. J.-C. du calendrier julien.

## Événements

### Afrique

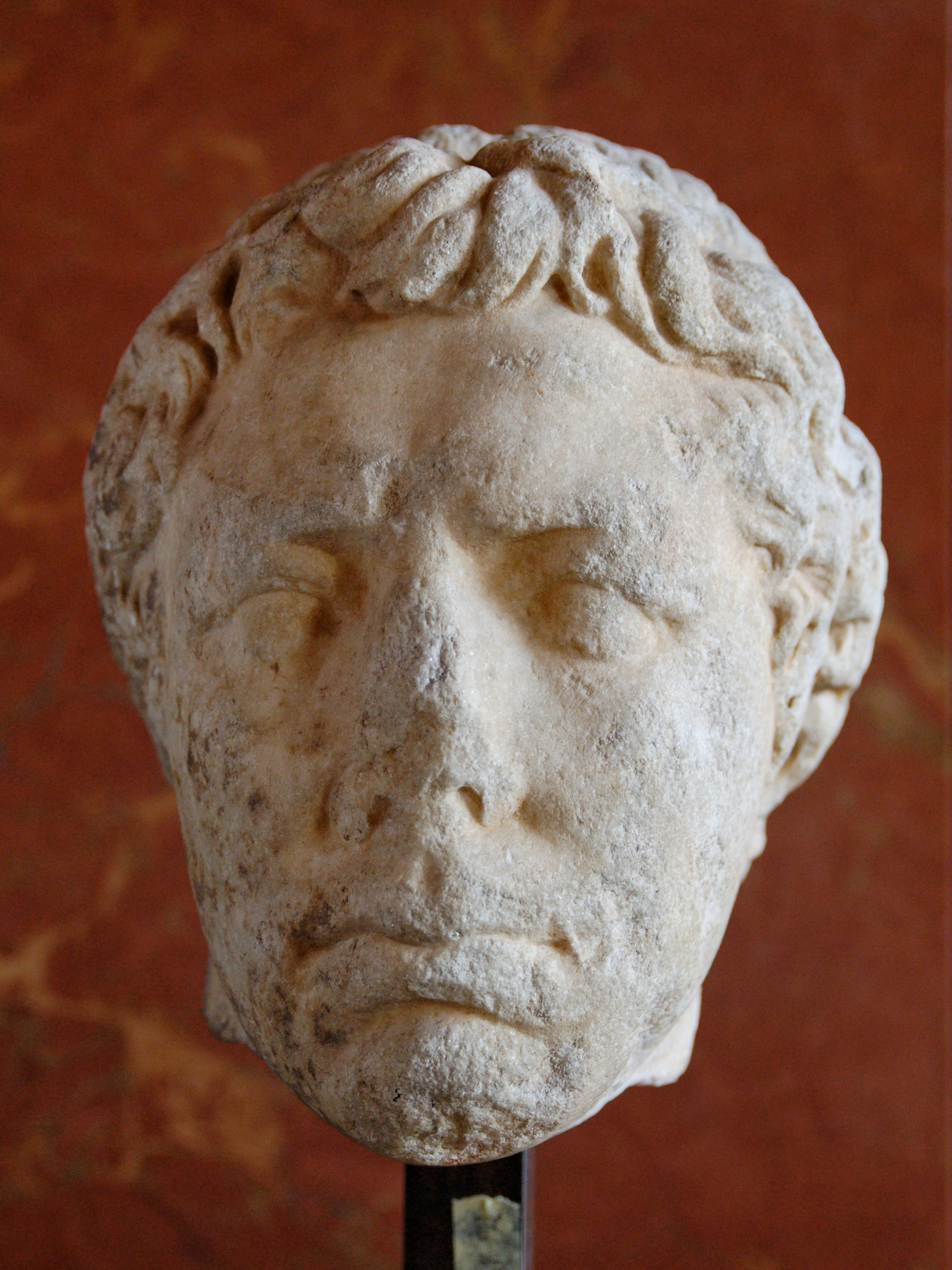
Début du règne de Juba II, roi de Maurétanie (fin en 23). C'est un écrivain de langue grecque éminent (ses écrits sont perdus). Il possède une somptueuse bibliothèque, organise une expédition maritime qui atteint les îles Canaries, favorise l’agriculture et l’urbanisation en Maurétanie.

- Auguste qui réorganise les possessions africaines de Rome, crée un royaume de Maurétanie comprenant le nord du Maroc et l’Algérie. Il y place Juba II, le fils de Juba Ier élevé à Rome, qui épouse Cléopâtre Séléné, fille d’Antoine et de Cléopâtre. Juba II transfère sa capitale à Iol Caesarea (Cherchell) où se rencontrent des philosophes et des artistes venus de Rome, de Grèce et d’Égypte[1].

### Asie et Proche-Orient
- L’expédition d’Aelius Gallus, envoyée par Auguste en Arabie Heureuse pour le contrôle de la route maritime vers l’Inde, se perd dans le désert[2]. Aden (Arabia Eudaimon) est occupée peu après par des commerçants égyptiens et grecs. Un commerce maritime régulier, utilisant les moussons, s’établit entre l’Égypte et l’Inde[3]. Des échanges importants sont attestés entre l’Inde et Madagascar et plus tard la côte du Kenya et de la Tanzanie.
- Famine en Judée (25 et 24 av. J.-C.). Les famines sont liées à l’année sabbatique qui revient tous les sept ans et pendant laquelle la Loi juive interdisait de cultiver la terre. Hérode fait venir du blé d’Égypte, ce qui lui vaut un regain de popularité[4].
- Agrippa fonde la colonie romaine d’Héliopolis-Baalbek (Liban)[5].
- Annexion pour Rome de la Galatie par l'empereur Auguste à la mort du roi Amyntas. Marcus Lollius Paulinus en est le premier gouverneur[6].

### Europe

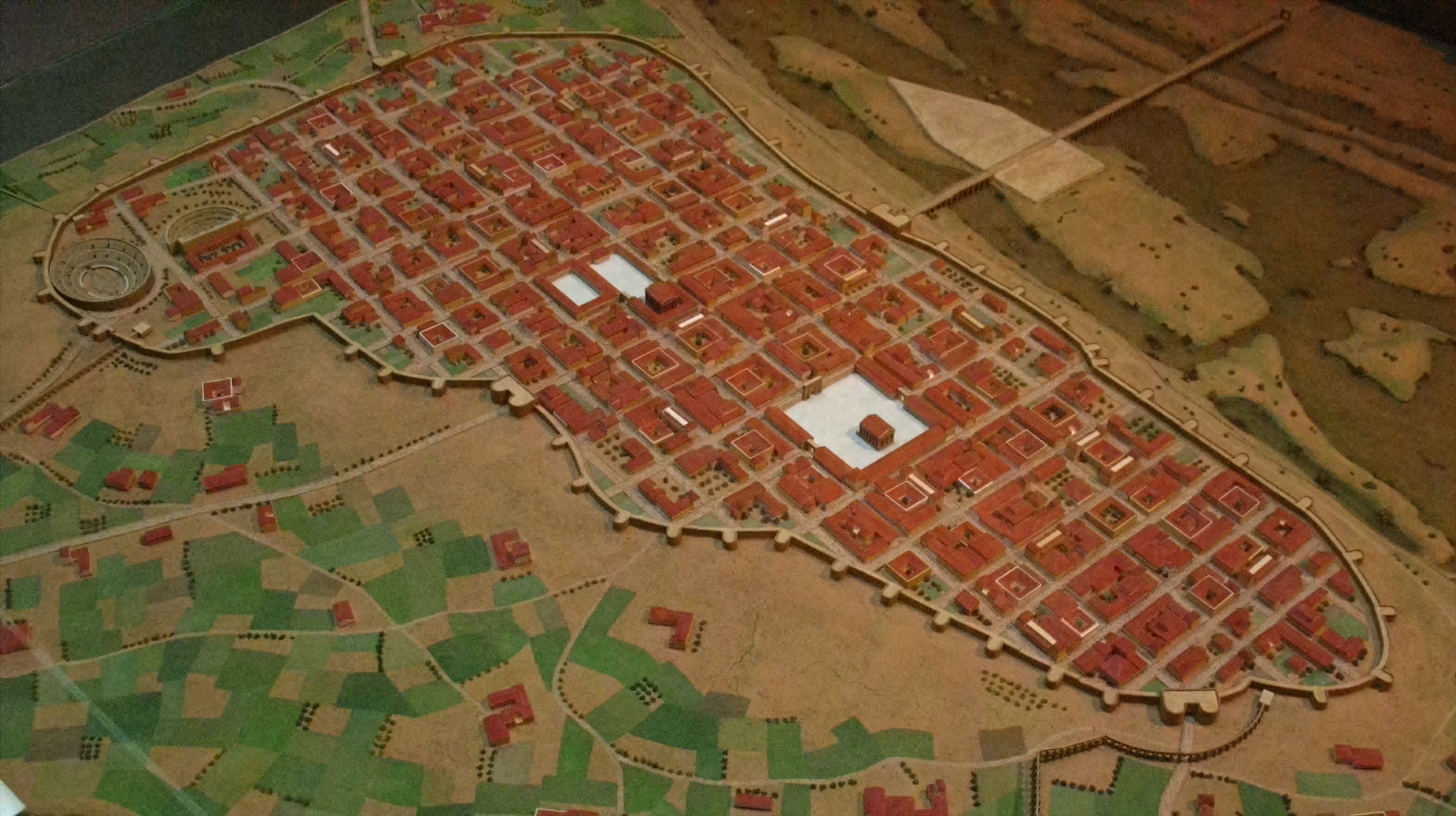
Maquette dAugusta Emerita (aujourd'hui Mérida), Musée National d'Art Romain à Mérida.

- 1er janvier : Auguste inaugure à Tarragone son neuvième consulat. Après une victoire partielle lors des guerres cantabres sur les Cantabres et les Astures (peuples celtibères du nord de l’Hispanie), il rentre à Rome (24)[7]. À peine rentré, il apprend la nouvelle d’un soulèvement provoqué par la brutalité des légats, qui plonge l'Espagne dans la guérilla (fin en -19).

- Ambassade indienne auprès d'Auguste à Tarragone[8].
- Julie, fille d’Auguste épouse Marcellus[8].
- La Galatie devient province romaine après la mort du roi Amyntas[9].
- Campagne de Aulus Terentius Varro Murena contre les Salasses du Val d'Aoste. Fondation d’Augusta Prætoria (aujourd'hui Aoste)[10]. Construction de l'Arc de triomphe d’Aoste.
- Fondation d'Augusta Emerita (aujourd'hui Mérida), dans la province de Lusitanie[8].
- Achèvement du Panthéon d’Agrippa à Rome[8], inspiré du modèle alexandrin.

## Naissances en 25 av. J.-C.
- Marcus Gavius Apicius, gastronome (date approximative).

## Décès en 25 av. J.-C.
- Amyntas de Galatie.